# Cypselurus opisthopus
Cypselurus opisthopus är en fiskart som först beskrevs av Bleeker, 1865.  Cypselurus opisthopus ingår i släktet Cypselurus och familjen Exocoetidae. Inga underarter finns listade i Catalogue of Life.